# Lynn Loomis
Lynn Harold Loomis (1915 — 1994) foi um matemático estadunidense. Foi especialista em análise matemática.
Loomis estudou na Universidade Harvard, onde obteve um doutorado em 1942, orientado por Salomon Bochner, com a tese Some Studies on Simply-Connected Riemann Surfaces: I. The Problem of Imbedding II. Mapping on the Boundary for Two Classes of Surfaces. Foi professor do Radcliffe College e a partir de 1949 em Harvard.
Foi desde 1956 membro da Academia de Artes e Ciências dos Estados Unidos.

## Obras
- Abstract Harmonic Analysis, Van Nostrand, 1953.
- com Shlomo Sternberg, Advanced Calculus, Addison-Wesley, 1968.
- Introduction to Calculus, Addison-Wesley, 1975.
- Calculus, Addison-Wesley, 1974, 1982.